# USS Los Angeles (ZR-3)

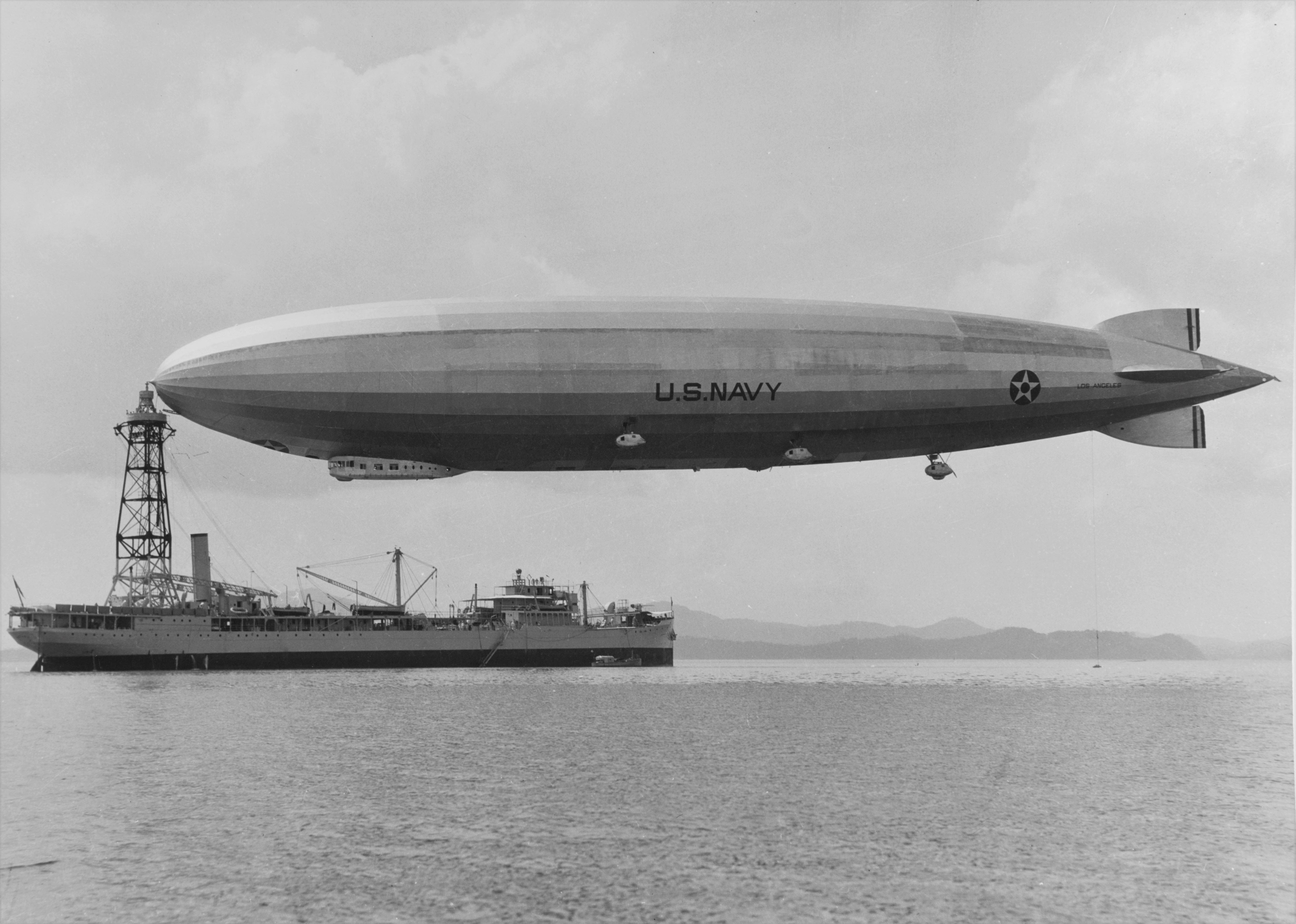
O USS Los Angeles ancora no petroleiro reconstituído USS Patoka

O USS Los Angeles a serviço da Marinha dos Estados Unidos, foi um dirigível construído de 1923 a 1924 em Friedrichshafen considerado como o dirigível rígido americano mais bem sucedido. Na Alemanha recebeu o epíteto "Amerikaluftschiff" (Dirigível América) ou "Reparationsluftschiff" (Dirigível Reparação). 

## Desenvolvimento e Construção

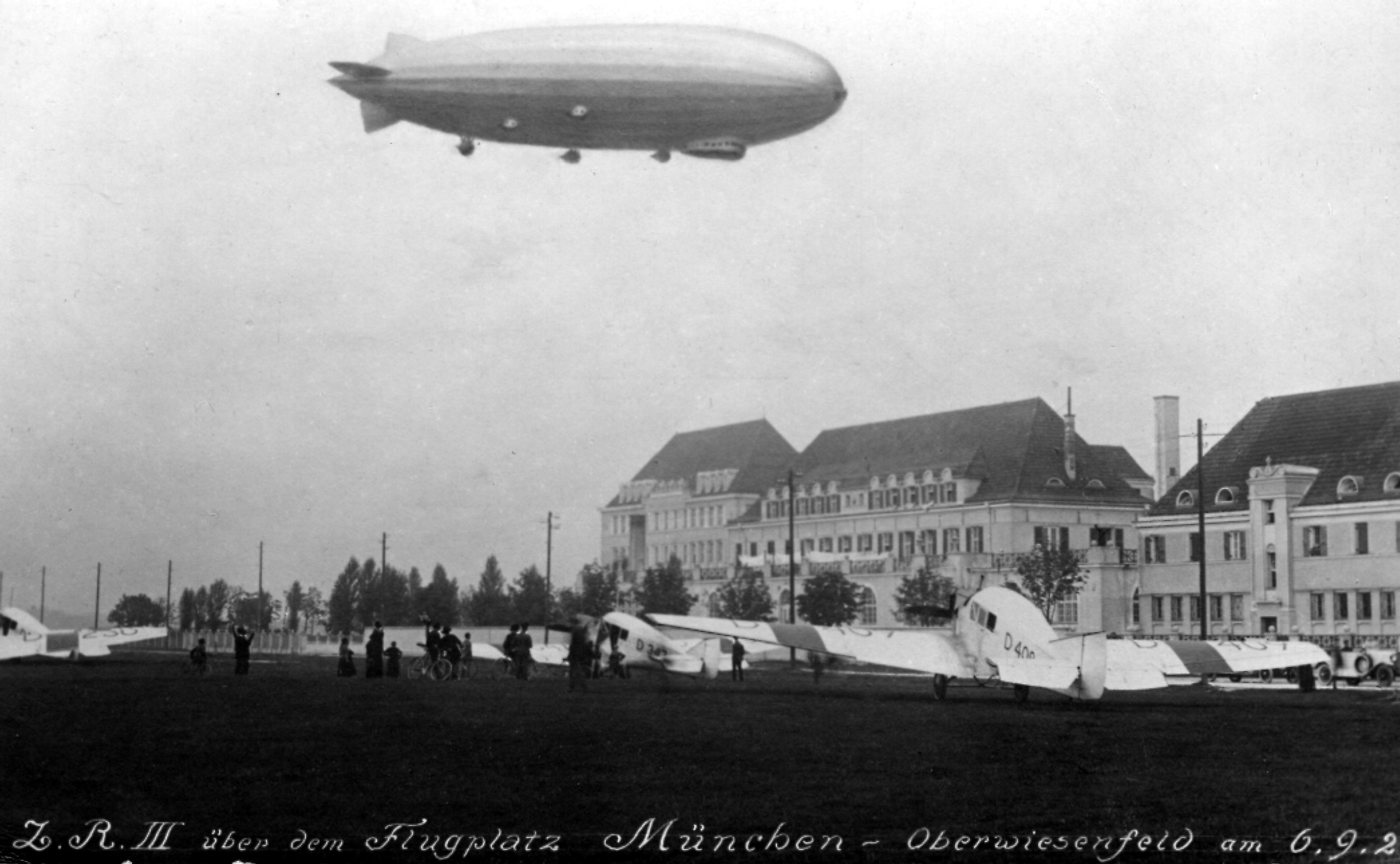
Zeppelin LZ 126 sobre Oberwiesenfeld em Munique, 1924

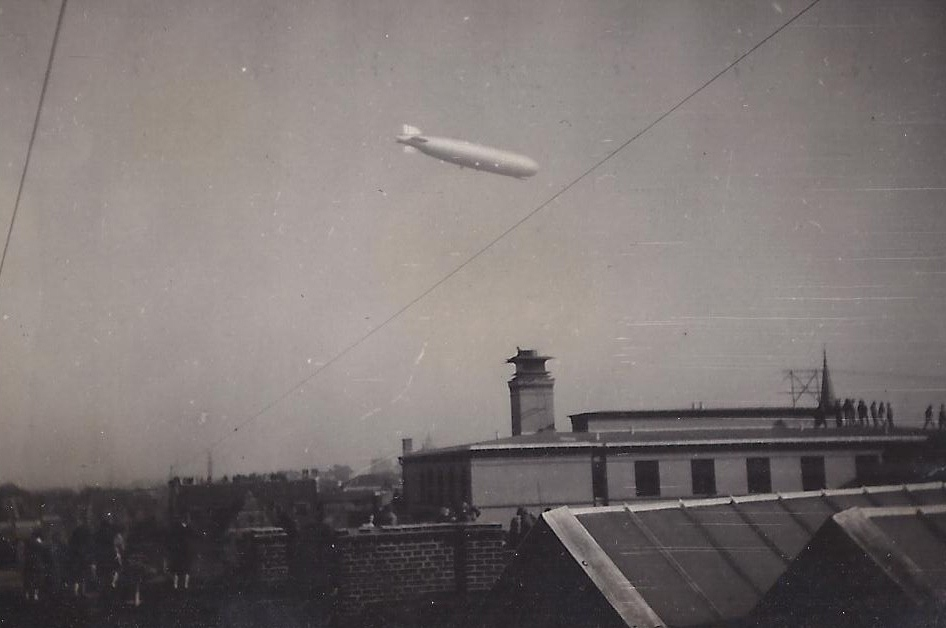
Zeppelin ZR III sobre Berlim, 1924

Após o fim da Primeira guerra mundial  os aliados limitaram a construção aérea alemã a pequenos dirigíveis, e proibiram a construção de aeronaves militares completamente. Apenas os Estados Unidos, que  não ratificaram o Tratado de Versalhes, continuaram a colaborar neste campo com a Alemanha. Os Estados Unidos tinham visto futuro, tanto no exército como na Marinha, nos dirigíveis rígidos para reconhecimento de longo alcance. Hugo Eckener, presidente da planta Zeppelin,  conseguiu a encomenda do governo dos EUA para a construção dum grande dirigível (ZR-3) em Friedrichshafen. Anteriormente o navio da frota aérea R38 comissionado na Inglaterra que pretendia ser um dirigível marítimo ZR-2 dos EUA sofrera um acidente em agosto de 1921 antes de ser entregue num voo de ensaio. 
A produção de Zeppelins também foi financiada pela Alemanha como parte das reparações da Primeira Guerra Mundial. Os EUA originalmente reivindicaram 3,2 milhões de marcos porque perderam dois navios aéreos das reparações de guerra ao serem saboteados e destruídos em 23 de junho de 1919 pela própria tripulação. O pedido de LZ 126 foi adjudicado à Luftschiffbau Zeppelin GmbH em 26 de junho de 1922 .Os Zeppelins, entre outras coisas, estavam condicionados a serem entregues em América via aérea por uma tripulação alemã.
Para evitar a proibição dos aliados da construção de aeronaves militares, a entrega da aeronave para os Estados Unidos foi feita oficialmente sob licença exclusiva de uso civil. Conformemente, o LZ - 126 foi projetado pelo engenheiro Ludwig Dürr para uso comercial e podia levar além dos 30 membros da tripulação até 30 passageiros. O LZ 126 foi a primeira aeronave com opções para os passageiros dormirem. Os compartimentos de passageiros, semelhantes aos compartimentos dum trem, tinham beliches dobráveis como os dos vagões-dormitório.
A colocação da quilha finalizou em 7 de novembro de 1922. Em agosto de 1924 o LZ 126 foi concluído. A primeira de várias viagens de testes dentro da Alemanha (Munique, Berlim) ocorreu em 27 de agosto de 1924 desde Friedrichshafen. A aeronave foi o primeiro Zeppelin fornecido com um revestimento de partículas de alumínio para refletir a radiação solar e diminuir o reaquecimento do gás portador. Isto provocava um brilho prateado por todo o corpo da aeronave, fazendo-a aparecer ainda mais elegante. No momento da sua conclusão o LZ - 126 era o maior dirigível do mundo.

## Transferência

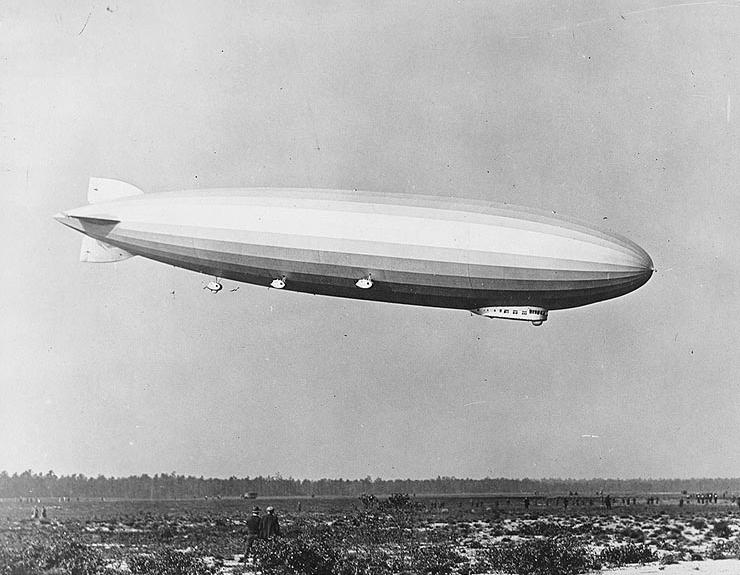
LZ 126 no pouso em Lakehurst

Como comandante, Hugo Eckener começou em 12 de outubro de 1924 às 06:35 PM pessoalmente a transferência da aeronave para Lakehurst depois de dever ter sido cancelada o dia anterior devido ao mau tempo.Além disso ao pesar foram descobertos passageiros clandestinos. Um repórter do International News Service e um fotógrafo do Internacional Newsreel tinham tentado ocultar-se na parte de trás.
A planta Zeppeling teve que avalizar com todos os seus ativos o LZ 126 porque a viagem transatlântica fera considerada tal risco que Eckener não conseguiu contratar qualquer seguro. O LZ 126 foi a segunda aeronave que atravessou o oceano Atlântico. Apenas o inglês R34 fizera uma viagem de retorno com sucesso em 1919. Para a viagem, Eckener selecionou o seu melhor pessoal, incluindo Anton Wittemann como oficial de navegação, o qual também publicou as suas memórias do voo de transferência. Cinco dos oficiais de segurança da tripulação total de 27 homens tinham licença de oficial de aeronave. Como passageiros iam quatro oficiais da Marinha e do Exército dos EUA, responsáveis mais tarde pelo uso da aeronave nos EUA.
A viagem sobrevoou a Gironda, o noroeste da Espanha e os Açores, onde voando sobre Angra do Heroísmo foi lançado correio, e continuou para o centro do Atlântico. Lá, a aeronave atingiu uma área de baixa pressão com fortes ventos do sudoeste, e então Eckener decidiu rodeá-la pelo norte. Ao leste de Halifax foram empurrados pelos ventos do leste que rapidamente fizeram avançar a aeronave sobre os bancos da Terranova, e às quatro horas da manhã, sobre Boston. Durante a Travessia, não houve grandes incidentes.
Em 15 de outubro, os bem-sucedidos aeronautas foram recebidos com entusiasmo pela população dos EUA após um tempo de viagem de 81 horas e dois minutos, e una distância de 8050 quilômetros ao chegarem a Lakehurst. Quando a aeronave circulou logo acima do porto de Nova York, todas as sirenes dos navios e das brigadas de incêndio foram ouvidas. Milhares de pessoas também se reuniram no hangar.
 Os aeronautas, para os quais foi realizado um desfile de confetes em Broadway, foram mais tarde recebidos oficialmente pelo presidente Calvin Coolidge na Casa Branca . A entrega da unidade recebeu assim o caráter de missão de paz no sentido de reconciliação entre a Alemanha e os EUA após a Primeira Guerra Mundial.

## Batismo e entrada em serviço na Marinha dos Estados Unidos
A aeronave foi levada para a base aérea de la Marina Washington Navy Yard em 15 de novembro de 1924. Ali foi batizada pela esposa do presidente, Grace Coolidge, com as palavras "Porque veio para nós como um anjo da paz" e o seu nome foi mudado de LZ 126 para ZR-3 "USS Los Angeles". ZR representa em inglês: Zeppelin rigid. Sob esta designação foi LZ - 126 a terceira aeronave rígida da Marinha norte-americana em serviço.
O gás transportador de hidrogênio usado pelas plantas Zeppelin foi trocado por hélio imediatamente após ter sido assumida a aeronave pelos EUA. O Hélio era tão raro e precioso que a aeronave ZR-1 "USS Shenandoah" continha uma grande parte das reservas mundiais naquele então. Portanto, a aeronave mais antiga teve que trasfegar o seu enchimento para o USS Los Angeles. Um metro cúbico de hélio custava aos EUA como o único produtor sobre 350 dólares americanos, comparado com o hidrogênio quase cinqüenta vezes mais. Além disso, foi instalado um sistema de recuperação de água de lastro, que devia recuperar a água pela condensação dos gases de escape.
O hélio do enchimento aumentou a segurança da nova aeronave significativamente, ao mesmo tempo foram reduzidas no entanto por outro lado a sua carga útil e autonomia.

## Funcionamento

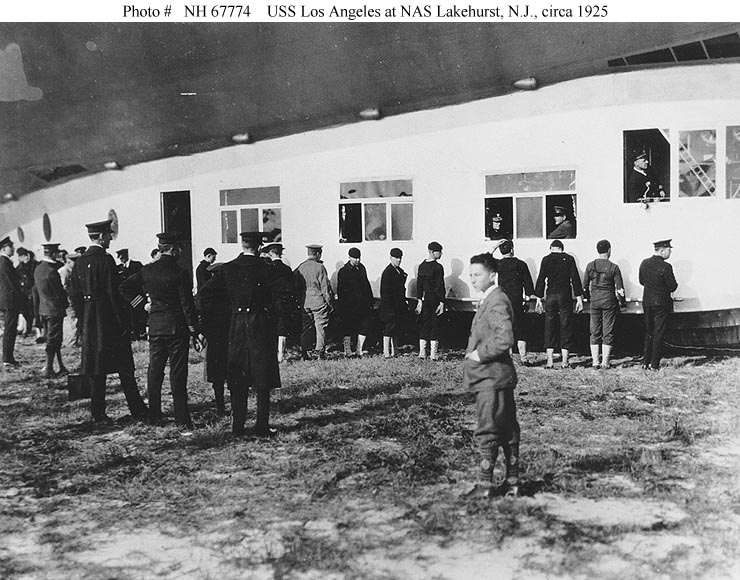
Lakehurst, 1925

O novo dirigível foi usado pela Marinha como laboratório voador, assim como escola de voo e aeronave experimental para explorar as capacidades comerciais e militares das grandes aeronaves e para desenvolver novas táticas para as forças aéreas e navais.
Em 24 de janeiro de 1925 serviu o USS Los Angeles como observatório solar para um grupo de cientistas que queria observar e fotografar um eclipse solar total sem serem perturbados pela influência de possíveis nuvens.
Já nos primeiros meses do seu serviço, o USS Los Angeles realizou várias viagens às Bermudas (20 - 22 de fevereiro de 1925), e a Porto Rico em maio de 1925. Também teve sucesso a tentativa de ancorar no mastro do navio USS Patoka. Em geral, ZR-3 ancorarou 44 vezes no Patoka. Uma viagem para Minneapolis em 6 de junho de 1925 foi anulada devido a uma falha do motor. A conseguinte revisão revelou mais deficiências. As células de gás se tornaram porosas e tiveram que ser substituídas. A armação também mostrou danos. O cloreto de cálcio utilizado como anticongelante na água de resfriamento dos motores causou corrosão nos suportes de alumínio. A aeronave permaneceu para os trabalhos de reconstrução no hangar de Lakehurst e retornou temporariamente o seu gás portador para o "USS Shenandoah". Após a sua perda, em 3 de setembro, foi atrasada a retomada das viagens do Los Angeles até março de 1926 entre outras coisas por se tornarem escassas as fontes de hélio pelo infortúnio.

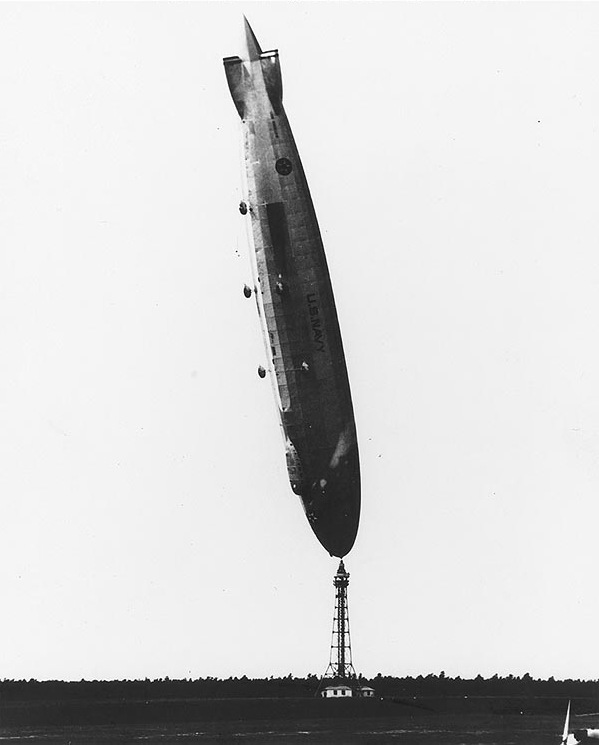
O involuntário "plantar bananeira" do ZR-3

A aeronave também foi utilizada a meados de 1926 para calibrar a então nova estação de rádio-bússola da costa leste dos Estados Unidos. Devia facilitar aos navios a navegação ao atingirem a costa norte- americana.
Em 25 de agosto de 1927 o Los Angeles executara acidentalmente uma "peça de arte" sem precedentes na história das aeronaves de grande porte na doca de ancoragem de 49 metros de altura em Lakehurst.
À medida que o vento emergente ia levantando a popa do navio ancorado à proa, caiu numa camada de ar mais fria e mais densa, e começou a subir sem cessar pelo ganho de flutuabilidade. Embora a tripulação tinha tentado compensar a situação imediatamente deslocando com peso o centro de gravidade, o navio só poderia ser equilibrado novamente após um verdadeiro "plantar bananeira", quase vertical no ar. O dirigível ficou surpreendentemente pouco danificado e não houve feridos. Pode voltar a funcionar no dia seguinte. Este incidente levou no mesmo dia à decisão de abandonar o conceito de mastro alto de ancoragem para aeronaves em favor de estruturas inferiores.
Em 28 de janeiro de 1928 foi realizado um pouso no porta-aviões USS Saratoga. Uma única prova na qual passageiros, combustível e água foram transferidos. Em 20 de fevereiro de 1928 o ZR-3 fez o primeiro voo sem escalas de mais de 3650 km desde Nova York para o Canal do Panamá e retornou alguns dias mais tarde com paradas em Cuba e no USS Patoka

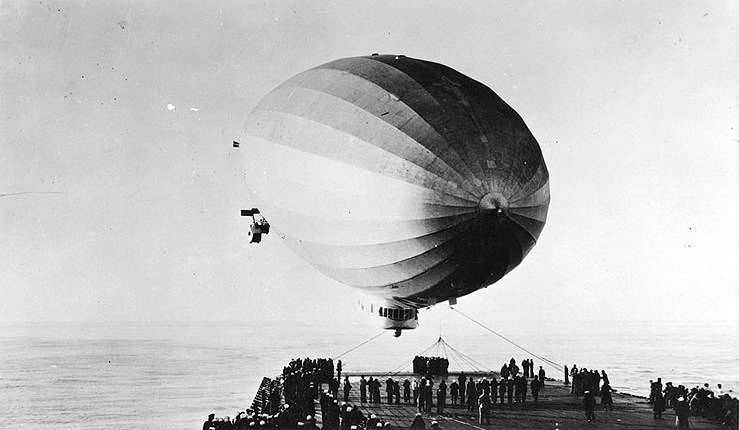
ZR-3 pousa no USS Saratoga

Em 3 de junho de 1929, conseguiu o USS Los Angeles tomar um avião em voo e lançá-lo novamente. Tentativas semelhantes já foram feitas na Alemanha e na Inglaterra na época da Primeira Guerra Mundial. Isso aconteceu a uma velocidade de 90 km/h, a uma altitude de cerca de 760 metros nas imediações de Lakehurst. O avião de tipo UO-1 foi enganchado num trapézio preso sob o navio. Realizaram-se a continuação outras provas com sucesso. No ano seguinte, um planador com a mesma técnica foi lançado desde o Los Angeles. Os ensaios continuaram até outubro de 1931. Isso provou que os dirigíveis eram capazes, mesmo sem pousarem, de levarem carga e passageiros e subi-los a bordo. Esses testes foram seguidos pela construção de aviões de combate especiais com os quais foram equipados os novos dirigíveis da Marinha dos Estados Unidos (ZRS-4 e 5).
Após a invenção do Sonar e serem as provas bem-sucedidas a respeito da navegação, a aplicação na aviação foi testada com o ZR 3. O estaleiro Zeppelin julgou: "Não há dúvida de que de todos os métodos de determinação de altura, o acústico é aquele que irá atender todos os requisitos".
Depois de serem levantadas as restrições aliadas a respeito das aeronaves militares, O Los Angeles foi a partir de fevereiro de 1931 o primeiro dirigível que participara desde 1925 novamente numa grande manobra da Marinha no Panamá. Agora podia transportar armas também e ser conduzido por oficiais em uniformes militares. Mais tarde, operou por um tempo junto com a nova e maior aeronave de cruzeiro estrela ZRS-4 "USS Akron".

## Desactivação
O ZR-3 foi em 30 de junho de 1932, embora totalmente operacional, desativado por razões econômicas, mas ainda utilizado para experimentos na superfície. Naquele momento o ZRS-4 "USS Akron" já estava em serviço e a nave irmã, o ZRS-5 "USS Macon" em construção. A aeronave foi inicialmente armazenada de tal maneira que poderia voltar a ser habilitada para o voo em 30 dias.
Em 6 de janeiro de 1939 foi decidido o uso da aeronave para testes adicionais, mas exclusivamente na superfície e depois de desmontá-la. Em junho uma parte do casco foi removida para possibilitar a visão interior possibilitando a apertura do dirigível para visitas. De 20 de junho a 8 de setembro, quando uma emergência nacional limitada (limited national emergency) foi convocada pelo presidente Roosevelt e todas as bases foram fechadas ao público, 44.871 visitantes já assinaram no livro de visitas. Em 24 de outubro de 1939 o ZR-3 "USS Los Angeles" foi excluído da lista de aeronaves da Marinha dos EUA. Logo a seguir começou o desmantelamento, que durou até 15 de dezembro.
No total o USS Los Angeles realizou 345 mil km em 331 viagens e 4398 horas de voo no seu serviço de sete anos e oito meses (o mais longo duma aeronave estelar da Frota dos EUA). Foi o dirigível mais bem sucedido dos EUA e a única das cinco aeronaves estrela norte-americanas dos EUA cujo uso não finalizara por um acidente.

## Dados Técnicos
| Comprimento sem amarração      | 200,00 m |
| Diâmetro Máximo                | 27,64 m |
| Conteúdo nominal de gás (95 %) | 70.000 m³ |
| Conteúdo de gás                | 73.680 m³ |
| Células de gás                 | 14 |
| Propulsão                      | Cinco motores em V de doze cilindros com uma potência de saída total de 1545 kW (2100 HP) Motores Otto tipo Maybach VL I (309 kW /420 HP 1400 min-1) |
| Velocidade máxima              | 127 km/h |
| Velocidade de cruzeiro         | 113 km/h |
| Peso em vazio                  | 39.690 kg |
| Carga em condições normais     | 45.780 kg |
| Autonomia                      | 12.500 km |

(de acordo com o estado em 1924)

## Literatura
- Siegfried Borzutzki: LZ 126 ZR III „U.S.S. Los Angeles“. Eppe, Bergatreute 1998, ISBN 3-89089-055-5.
- Peter Kleinheins: Die großen Zeppeline. (Os grandes zeppelins)  VDI, Düsseldorf 1985, ISBN 3-18-400687-5 (incluindo reimpressões das publicações de Ludwig Dürr).
- Anton Wittemann: Die Amerika-Fahrt des Z.R.III. Mit dem Luftschiff über den Atlantischen Ozean. Die Geschichte des gesamten Zeppelinbaues. (A viagem para América do Z.R.III. Com o dirigível sobre o Oceano Atlântico. A história geral da construção do Zeppelin). Amsel, Wiesbaden 1925.
- Bruno Pochhammer (Hrsg.) Logbuch ZR III. (Bitácula do ZR III) . Fischer, Freiburg 1924.
- John Provan: LZ-127 „Graf Zeppelin“ – The story of an airship, Amazon Kindle ebook, 2011, englisch, 2 Bände, Tabellenteil der Fahrten von LZ 126/ZRIII und LZ 127. (LZ-127 "Graf Zeppelin" - A história de um dirigível, Amazon Kindle ebook, 2011, inglês, 2 volumes, parte da tabela das viagens dos LZ 126 / ZR III e LZ 127).

## Web links
- Relatório sobre o cruzamento atlântico do LZ 126, discurso (7 de setembro de 1925) por Hugo Eckenerer (alemao) ,
- ZR-3 "USS Los Angeles" nas páginas do Centro Histórico Naval dos EUA. (Memento, 13 de outubro de 2014 no Arquivo da Internet) (Inglês).
- Coleção extensa de imagens na sociedade histórica Navy Lakehurst. (Memento, 17 de fevereiro de 2014 no Arquivo da Internet).
- Imagens 3D do LZ 126